# Søren Gericke
Søren Gericke (født 1. april 1947 i København) er en dansk kok, restauratør og forfatter til flere kogebøger, som har prisen Årets Gericke opkaldt efter sig.

## Karriere
Gericke kom i lære som kok i 1963, og gennem sin lange karriere har han blandt andet været køkkenchef på Søllerød Kro, Restaurant Copenhague i Paris og The Plaza Hotel i København, ligesom han var medejer af restaurant Anatole i København. I årene 1992-1993 var han køkkenchef på Den Europæiske Filmhøjskole i Ebeltoft, og fra 1995 til 1997 drev han Sørens Spisehus i Rønde, hvor han boede i mange år, inden han fortsatte som selvstændig med Søren Gerickes Rejsende Selskabskøkken. Han var forpagter af cafeen på Trapholt 2001-2003, og åbnede i 2004 han Restaurant Grisobasovitz på Christianshavn. I 2007 blev han leder af Glad Mad, et beskæftigelses/uddannelsesprojekt for psykisk udviklingshæmmede på TV-Glad. 
Sit folkelige gennembrud fik han gennem sin medvirken i Søren Ryge Petersens tv-programmer DR Derude. Han har gennem årene ivrigt deltaget i debatten om dansk madkultur.[kilde mangler]
I 1984 blev Gericke kåret til Årets kok af Det Danske Gastronomiske Akademi.
Søren Gericke og Erwin Lauterbach introducerede i 1970'rne danskerne for La Nouvelle Cuisine og regnes for at være en af de betydeligste nulevende danske kokke.[kilde mangler]. Begge kokkes indsats er skildret i DRs "Så er der Mad" fra 2010.
I 2014 udkom portrætbogen GERICKE skrevet af Niels C. Svanborg, som fortæller om Søren Gerickes opvækst og karriere.
Gericke blev i 2018 udnævnt til ridder af Dannebrog.